# Лидија Литвјак
Лидија Владимировна Литвјак (рус. Лидия Владимировна Литвяк; Москва, 18. август 1921 — Красни Луч, 1. август 1943), такође позната и као "Лидија Литвак" или "Љиља Литвак", била је најуспешнији жена пилот-ловац у Совјетском ратном ваздухопловству током Другог светског рата. Са 12 признатих самосталних ваздушних победа и са најмање 4 заједничке победе, постигнуте током 66 борбених летова, у периоду од две године, била је прва жена пилот-ловац која је оборила непријатељски авион, прва жена која је добила титулу "ловачког аса" и најбољи женски пилот-ловац у историји ратног ваздухопловства. Погинула је када је, приликом напада на формацију немачких бомбардера њен авион оборен изнад Орела, током Курске битке.

## Рана младост
Лидија је рођена у Москви, у јеврејској породици. Занимање за авијацију показала је још од малих ногу. Са 14 година учланила се у летачки клуб, а први соло лет је обавила када јој је било 15 година. Касније је дипломирала на Кершонској војној школи летења. Постала је инструктор летења у летачком клубу у Тверу, у Калињинској области. До почетка немачког напада на СССР, Лидија је већ била обучила 45 пилота.

## Други светски рат

### Женски ваздухопловни пук
Након почетка немачког напада на СССР, у јуну 1941. године Лидија је покушала да ступи у Совјетско ратно ваздухопловство, али је одбијена због недостатка искуства. Након што је преправила своју летачку књижицу да изгледа као да има преко 100 сати налета, примљена је у потпуно женски 586. ловачки пук из састава снага против-ваздушне одбране, (586 IAP/PVO, istrebitel'naia aviatsia protivovozdushnoi oborony), који је формирала Марина Раскова. У пуку је завршила летачку обуку на ловачком авиону Јаковљев Јак-1.

### Мушки ваздухопловни пук
Лидија је свој први борбени лет обавила у лето 1942. године изнад Саратова. У септембру је прекоманодана у 437. ловачки пук који су чинили само мушкарци и који је био ангажован у борбама изнад Стаљинграда. 10. септембра пребачена је заједно са Катјом Будановом, Маријом М. Кузњецовом и Раисом Бељајевом, командантом групе и пратећом земаљском посадом, на источну обалу Волге, на аеродром Веркаја Актуба. Међутим, када су стигли до базе, аеродром је био празан и под нападом, па су убрзо пребачени на аеродром Средњаја Актуба. Летећи на ловачком авиону Јаковљев Јак-1 са бројем "32" на трупу, постићи ће значајне успехе. Борис Еремин, командант пука у дивизији у којој су Литвак и Буданова биле распоређене, рекао је за њу да је "веома агресивна" и да је "рођена за пилота-ловца".
Три дана након њеног доласка у 437. ловачки пук, на свом трећем борбеном лету, 13. септембра 1942. године, постигла је своје прве две ваздушне победе изнад Стаљинграда и постала је прва жена пилот-ловац која је оборила непријатељски авион. 
Тог дана формација коју је предводио мајор С. Данилов, састављена од четири совјетска ловца Јак-1, напала је формацију немачких бомбардера Јункерс Ју-88, у пратњи немачких ловаца Месершмит Ме-109. Литвак је прво оборила један бомбардер Ју-88, а затим је оборила и немачког ловца Ме-109 Г-2 "Густав" који се био прилепио за реп командира њене ескадриле, Раисе Бељајеве. Немачким ловцем Ме-109 који је оборила, управљао је одликовани пилот и ловачки ас, са 11 признатих ваздушних победа и троструки добитник Гвозденог крста, штабски наредник Ервин Милер из 2. ескадриле 53. ловачке групе, из састава немачке 4. ваздушне флоте, којом је командовао генерал Волфрам Фрејер фон Рихтхофен (далеки рођак Црвеног барона). Милер је искочио из авиона и након што је по приземљењу заробљен од стране совјетских трупа, тражио је да му дозволе да се сусретне са совјетским пилотом који га је надвладао. Када су га одвели пред Литвакову, помислио је да је у питању шала. Међутим, када му је Литвакова описала сваки маневар који је извела током ваздушне борбе са њим, схватио је да га је оборила жена пилот.
Међутим, према другим изворима прва ваздушна победа коју је постигла жена пилот приписује се поручнику Валерији Комјаковој из 586. ловачког пука, која је 24. септембра 1942. године оборила немачки бомбардер Ју-88 којим је управљао оберлојтнант Герхард Мак из 7. екскадриле, 76. бомбардерске групе. Према неким изворима, Литвакова је 14. септембра оборила још један немачи Ме-109. Међутим, тог дана Лувфтвафе није пријавила губитак ни једног Ме-109 изнад Стаљинграда. 27. септембра Литвак је оборила још једног Ју-88, након што је стрелац немачког бомбардера оборио команданта пука мајора М. С. Ковостњикова.. Према неким историчарима ово је била њена прва ваздушна победа.

### Слободан лов
Литвакова, Бељајева, Буданова и Кузњецова задржале су се веома кратко у 437. ловачком пуку, углавном зато што је био наоружан авионима ЛаГГ-3, а не авионима Јак-1, за који су прошле обуку, зато што није имао опрему и особље за опслугу. Због тога су четири жене прекомандоване у 9. гардијски ловачки пук. Од октобра 1942. па до јануара 1943. године, Литвак и Буданова бориле су се у области Стаљинграда летећи у саставу чувене јединице којом је командовао Лев Шестаков, Херој Совјетског Савеза.
У јануару 1943. године 9. гардијски ловачки пук опремљен је ловачким авионима америчке производње Бел П-39 Еракобра, због чега су Литвак и Буданова прекомандоване у 296. ловачки пук (касније 73. гардијски ловачки пук), из састава 8. ваздухопловне армије, под командом Николаја Баранова, како би наставиле да лете на Јаковима. 23. фебруара одликована је Орденом Црвене заставе, унапређена у чин потпоручника и изабрана да учествује у примени нове борбене тактике "слободног лова", која је састојала у томе да је ловачким парама искусних пилота било дозвољен да лете на сопствену иницијативу, у потрази за непријатељским авионима. Два путе је била принуђена да изврши принудно слетање услед оштећења које је њен авион претрпео у борби. 22. маја је први пут била рањена. Тог дана је летела у формацији од шест совјетских Јакова који су напали формацију немачких бомбардера Ју-88. Литвак је оборила један бомбардер, али ју је приликом окрета напао један Ме-109 из пратње и ранио је. У борби која је уследила, иако рањена, успела је да обори нападача и да се врати на свој аеродром, али је изгубила много крви. Док је била у 73. гардијском ловачком пуку, често је летела у пару са Алексејем Фроловичом Соломатином. Капетан Соломатин је био ловачки ас са укупно 39 признатих ваздушних победа, од којих 22 заједничке. Међутим, 21. маја Соломатин је погинуо када се, приликом тренажног лета са новим пилотом, његов авион забио у земљу код Павлонке, на очиглед целог пука, Лидија је тешко поднела губитак свог пратиоца и у писму својој мајци написала је да је тек након Соломатинове смрти схватила да га је волела.
Старији наредник Ина Паспортњикова која је била Лидијин механичар у време док је летела у мушком пуку, изјавила је 1990. године да је, након Соломатинове смрти Лидија желелеа само да лети и да је очајнички срљала у борбу.
Дана 31. маја 1943. године Литвак је оборила немачки извиђачки балон у којем се налазио официр који је вршио коректуру артиљеријске ватре. Други совјетски пилоти су већ били покушали да оборе балон али их је отерала јака немачка против-авинска артиљерија која је била постављена око балона. Литвак се добровољно пријавила да обори балон али је одбијена. Наставила је да инсистира и објаснила је свом командиру како планира да обори балон: напашће га из позадине након што у широком луку изнад немачке територије, заобиђе немачку против-авионску одбрану. Њена тактика је била успешна и резултирала је обарањем балона.
Дана 13. јуна 1943. године Литвак је постављена за команданта треће ексадриле у саставу 73. гардијског ловачког пука.
Дана 16. јула 1943. године постигла је још једну победу. Тога дана, шест совјетских Јакова сусрело се са 30 бомбардера Ју-88, у пратњи шест немачких ловаца. Литвак је оборила један немачки бомбардер и учествовала у обарању другог, али је њен авион био погођен, због чега је морала да изврши принудно слетање. Поново је била рањена, али је одбила да оде на лечење. На дан 19. и 21. јула 1943. године оборила је по један Ме-109.

### Последња мисија
1. августа 1943. године Лидија се није вратила у своју базу у Красној Лучи, у Донбасу, у Украјини, након задатка пружања ловачке пратње совјетским јуришним бомбардерима Иљушин Ил-2. Био је то њен четврти лет тог дана. Док су се совјетски ловци враћали у своју базу у близини Орела два немачка ловца Ме-109 обрушила су се на Лидију док је нападала групу немачких бомбардера. Совјетски пилот Иван Борисенко касније се присећао: "Лили једноставно није видела немачке Месершмите Ме-109 који су летели у пратњи бомбардера. Један пар се обрушио на њу и кад их је угледала, окренула се ка њима. Онда су сви нестали у облаку." Борисенко, који је учествовао у овој борби, последњи пут је, кроз отвор у облацима, видео њен Јак-1 у пламену и најмање осам немачким Ме-109 који га прогоне.
Борисенко је спустио свој авион ближе земљи у покушају да је пронађе. Међутим, није видео куполу падобрана нити је видео експлозију на земљи од пада авиона. Ипак, никад се није вратила са мисије. Имала је 21 годину. Совјетске власти су посумњале да је можда била заробљена, због чега јој није додељена титула Хероја Совјетског Савеза. 
Два немачка пилота за које се веровало да су оборили Литвакову, били су фелдвебел Ханс-Јорг Меркле из 1. ескадриле 52. ловачке групе и поручник Ханс Шлеф из 7. ескадриле 3. ловачке групе. Меркле је једини пилот који је 1. августа 1943. године пријавио обарање совјетског ловца Јак-1 изнад Дмитревке (где је Лидија последњи пут виђена и наводно сахрањена), док је Шлеф пријавио обарање ловца ЛаГГ-3 (који су у борби немачки пилоти често погрешно сматрали за Јак-1) истог дана, изнад југа Украјине, у облсти у којој је коначно пронађена олупина Лидијиног авиона.

## Признање и контроверзе
У намери да докаже да Литвак није била заробљена, Паспортњикова је започела потрагу за местом пада Лидијинов авиона Јак-1, која је трајала 36 година. У потрази је имала подршку јавности и медија. Три године је, заједно са рођацима претраживала потенцијална места пада са детектором за метал. 1979. године, након што су открили више од 90 места падова, 30 олупина авиона и посмртне остатке многих пилота несталих у акцији, "трагачи су открили да је неидентификована жена пилот сахрањена у селу Дмитревка... у Шактерски области." Тада је претпостављено да се ради о Литваковој и да је погинула у борби након што је смртно погођена у главу. Паспортњикова је рекла да је формирана специјалистичка комисија која је ексхумирала тело и закључила да посмтрни остаци припадају Литваковој.
Дана 6. маја 1990. године, совјетски председник Михаил Горбачов, постхумно је одликовао Лидију Литвак Орденом Златне звезде и доделио јој је титулу Хероја Совјетског Савеза. Њен последњи чин је био чин поручника што је документовано у бројни Московским новинама из времена њене погибије.

### Контроверзе у вези са погибијом
У последње време изнете су бројне чињенице које оспоравају званичну верзију смрти Лидије Литвак. Иако је Јекатерина Валентина Вашченко, куратор музеја посвећеног Литваковој у Красном Лучи тврдила да је Лидијино тело ексхумирано и да су га прегледали форензички специјалисти који су утврдили да се заиста ради о Литваковој, Казимјера Јањина Котам тврди, на основу доказа које је пружила Екатерина Полуњина, главни механичар и архивар 586. ловачког пука у које је Литвакова првобитно служила, да њено тело никада није ексхумирано и да је идентификација извршена само на основу неколико извештаја. Котам, која је истраживач и аутор који се бави проучавањем доприноса совјетских жена у војсци, закључила је да је Литвакова успела принудно да слети у оштећеном авиону и да је заробљена и одведена у заробљенички логор. У својој књизи објављеној 2004. године Полуњина наводи доказе који су је навели на закључак да је Литвакова успела да се извуче из обореног авиона, да су је заробили Немци и да је провела неко време у заробљеништву.
Ђан Пијеро Миланети, аутор књиге о совјетским авијатичаркама, написао је да је једна жена пилот искочила падобраном из оштећеног авиона у близини локације на којој се наводно срушио Лидијин авион. С обзиром да ни једна друга совјетска жена пилот није оперисала у тој области, Миланети је закључио да се ради о Литваковој и да су је највероватније заробили Немци.
У телевизијској емисији Швајцарске телевизије, емитованој 2000. године, жена пилот и ветеран из ноћног бомбардерског пука, Распопова је видела жену пилота за коју је помислила да би могла да буде Лидија Литвак. Ова жена је била рањена два пута, удала се изван Совјетског Савеза и имала је троје деце. Распопова је одмах обавестила Полуњину о томе шта је сазнала из швајцарске ТВ емисије.

### Број ваздушних победа
Бројне публикације садрже различите тврдње у вези са бројем ваздушних победа које је постигла Лидија Литвак, али ни једна од њих не представља званичну евиденцију. Најчешће се спомиње цифра од 11 самосталних ваздушних победа и 3 заједничке, али се такође спомиње и 8 самосталних и 4 заједничке као и 12 самосталних и две заједничке ваздушне победе или нека друга комбинација. Паспортњикова је 1990. године изјавила да је укупан број победа које је остварила Литвак, 12 самосталних победа (укључујући и осматрачки балон) и 3 заједничке победе. Пољуњина је написала да је број ваздушних победа совјетских пилота уључујући и Литвакову, често пренадуван; и да се Литваковој може приписати 5 самосталних и 2 заједничке победе, укључујући и извиђачки балон.
Литвак је одликвана Орденом Црвене заставе, Орденом Црвене звезде и два пута Орденом Патриотског рата.

## Приватни живот
Литвакова је имала бунтовнички и романтични карактер. По повратку са успешне мисије, најчешће би у ниском лету надлетела аеродром, а затим би извела читав низ акробација што је изазивало бес њених претпостављених.
Литвакова је такође умела да буде сујеверна, о чему сведочи Паспортњикова:

Никада није веровала да је непобедива. Веровала је да неки пилоти имају срећу на својој страни, док је други немају. Чврсто је веровала да уколико преживиш прву мисију, што више летиш и што више искуства стекнеш, повећавају се твоје шансе да опстанеш. Али срећа мора да буде на твојој страни.

Без обзира на потпуно мушко окружење у којем се нашла, никада се није одрекла своје женствености и наставила је да фарба своју косу у плаву захваљујући својој пријатељици Ини Паспортњиков која јој је доносила хидроген пероксид из болнице. Често је од материјала за падобране правила шалове и није крила своју љубав према цвећу које је брала сваки пут кад би јој се указала прилика. Највише је волела црвене руже. Често би направила букет цвећа који би био са њом у пилотској кабини, а које су њене мушке колеге које су делиле авион са њом најчешће бацале.
Верује се да је њен пратилац Соломатин био њен вереник. Након његове смрти, у писму мајци, написала је:

Видиш, он није био мој тип али су ме његова упорност и његова љубав навели да га заволим.. и сада изгледа да никада нећу упознати неког као што је био он.

У роману Vernis iz Poleta ("Повратак са лета") аутора Наталије Квацове приказана је измишљења верзија смрти Соломатина према којој је наводно он погинуо, када му је нестало муниције, у борби са немачки Ме-109 изнад његовог аеродрома. Литвак и остали пилоти и земаљско особље из његове јединице гледали су како гине.

## Бели лиљан, бела ружа
Совјетска штампа звала ју је "Белом ружом Стаљинграда". Такође су је звали и "Бела ружа Стаљинграда" у Европи и Северној Америци, након што су извештаји о њеним подвизима прив пут објављени у Енглеској.

## Одликовања
- Херој Совјетског Савеза.
- Орден Лењина.
- Орден Црвене заставе.
- Орден Црвене звезде.
- Орден Патриотског рата I класе.

## Ваздушне победе
- 13. септембар 1942.
  - две самосталне победе, оборена два Јункерса Ју-88[15] и Месершмит Ме-109 (Е. Мајер). Још један извор наводи да је уместо Ју-88 оборила Хајнкел Хе-111.[50]
- 14. септембар 1942.
  - једна самостална победа, оборен Месешрмит Ме-109[23] (према историчару Хансу. Д Сајдлу,[18] обу победу постигла је заједно са Катјом Будановом)
- 27. септембар 1942.
  - једна самостална победа, оборен Јункерс Ју-88
  - једна заједничка победа са Раисом Бељајевом, оборен Месершмит Ме-109
- 11. фебруар 1943.
  - једна самостална победа, оборен Јункерс Ју-87[14][26][51]
  - једна заједничка победа са Алексејем Соломатином, оборен Фоке Вулф Фв-190[14][26]
- 1. март 1943.
  - једна самостална победа, оборен Фоке Вулф Фв-190
- 22. март 1943.
  - две самосталне победе, оборена два Месершмита Ме-109[14][26] и један Јункерс Ју-88[14]
- 5. мај 1943.
  - једна самостална победа, оборен Месершмит Ме-109[14][26][51]
- 7. мај 1943.
  - једна самостална победа, оборен Месершмит Ме-109[14][26][51]
- 31. мај 1943.
  - једна самостална победа, оробен осматрачки балон[14][26][51]
- 16. јул 1943.
  - једна самостална победа, оборен Месершмит Ме-109. Један извор тврди да је оборени авион носио амблен "Кец пик".[50] Други извор тврди да је оборени авион био бомбардер.[32]
  - једна заједничка победа[32] (Према другом извору, била је једна заједничка победа, оборен Месершмит Ме-109 и једна самостална победа, оборен Јункерс Ју-88[14])
- 19. јул 1943.
  - једна самостална победа, оборен Месершмит Ме-109
- 21. јул 1943.
  - једна победа, оборен Месершмит Ме-109[33]
- 31. јул 1943.
  - једна самостална победа, оборен Месершмит Ме-109
  - једна заједничка победа, оборен Месершмит Ме-109 (међутим, према књигама Пенингтона, Котама, Ногла, Сакаиде, Гудпастера, Полака и Сајдла, 31. јула 1943. године Литвакова није постигла ни једну победу)
- 1. август 1943. 
  - једна самостална победа, оборен Месершмит Ме-109[14]
  - једна заједничка победа, оборен Месершмит Ме-109[14][26]